# نظر علي خان
| خان لورستان             |                                                       |
|                         |                                                       |
| نظر علي خان والي پشتكوه |                                                       |
| السابق                  | إسماعيل خان (الخان الثامن لبلاد اللور من أسرة الولاة) |
| ولاية العهد             | غير محدد                                              |
| فترة الحكم              | من 1765م إلى 1779م (تقريبا)                           |
| اللاحق                  | إسماعيل خان                                           |
| اللقب                   | خان لرستان                                            |
| حياته                   |                                                       |
| مكان الوفاة             | إيران                                                 |
| الأب                    | علي شاه ويردي خان الثاني                              |
| خانات لورستان           |                                                       |

نظر علي خان بن علي شاه ويردي خان الثاني بن الحسين خان الثاني بن احمد منوجهر خان بن الحسين خان الأول الأكبر العلوي.
تاسع خانات وولاة بلاد اللور من عائلة ولاة لرستان.

## توليه الحكم
بعد ان أعلن كريم خان زند نفسه حاكماً على إيران، كان يجب على خان ووالي لرستان إسماعيل خان (شقيق نظر علي خان) أن يعترف بتبعية الأقاليم التي تحت حكمه للشاه (كما هو متعارف عليه منذ تأسيس حكومة ولاة لرستان)، إلا أن إسماعيل خان استنكف من أن يكون حكمه تابعاً للشاه الزندي و ذلك لان الشاه كريم خان ينحدر من قبيلة زند، وقبيلة زند من القبائل اللورية الساكنة تحت حكم الخان اللوري وكان كريم خان توشمال الزند، لذلك كان الخان يعتبر جميع الزند من رعاياه.
ورغم ذلك وبعد فترة من الحروب والتحالفات أعلن إسماعيل خان تبعيته (صورياً) للدولة الزندية وخصوصاً بعد أن صعد نجم كريم خان وأخذ مكان الشاهات الافشار، إلا أن إسماعيل خان كان في قرارة نفسه لا يعترف بحكم الزند اصلاً، ولم يخفى ذلك عن الشاه الزندي.
وبسبب ذلك اتجه كريم خان زند في شتاء عام 1765م على رأس جيشه لعاصمة اللور (خرم أباد) ودخلها فاتحاً دون مقاومة لأن إسماعيل خان تنازل عن الحكم وهرب غرباً إلى العراق لتنتهي بذلك فترة حكمه (الأولى).
أما كريم زند فقام بمصادرة جميع أموال وأملاك الخان السابق، وقام بتعيين شقيق إسماعيل خان (نظر علي خان) خاناً ووالياً على لورستان بدلاً منه وخرج من لورستان عائداً إلى عاصمته شيراز بعد أن نظم أمور اللور.
ظل الخان نظر علي يحكم المناطق اللورية مع تنفيذ ايعازات الشاه حتى وفاة الشاه كريم زند عام 1779م.

## خلعه عن الحكم
بعد وفاة كريم زند عام 1779م في شيراز، ضعف حكم الزند فأستغل إسماعيل خان المتواجد أقصى غرب لورستان (شرق العراق) هذه الأوضاع، وأعاد هيكلة حكومته ودخل لورستان بعد فترة قصيرة معلناً بذلك نفسه خاناً على اللور من جديد وقام بخلع شقيقه نظر علي خان عن الحكم، لينتهي بذلك حكم نظر علي خان، ويبدأ العهد الثاني من حكم إسماعيل خان.